# Museo postale nazionale (Washington)
Il Museo postale nazionale (in inglese National Postal Museum) situato di fronte alla Union Station a Washington, D.C., Stati Uniti, fu fondato attraverso un accordo congiunto tra lo United States Postal Service e lo Smithsonian Institution e aprì nel 1993.

## Sede
Il museo è localizzato dall'altra parte della strada rispetto alla Union Station, nell'edificio che una volta fungeva da Ufficio postale centrale di Washington dal 1914, quando fu costruito, fino al 1986. L'edificio fu progettato dallo studio architettonico Graham e Burnham, che era guidato da Ernest Graham dopo la morte di Daniel Burnham nel 1912.
L'edificio nel quale è ospitato il museo funge anche da sede centrale dell'Ufficio di statistica del lavoro del Dipartimento del Lavoro degli Stati Uniti d'America nonché da centro dati per il Senato degli Stati Uniti.

## Mostre
Il museo ospita molte mostre interattive sulla storia del Servizio postale degli Stati Uniti e del servizio postale nel mondo. In mostra è anche una vasta collezione di francobolli. Il museo ospita un negozio per regali e un negozio di francobolli separato, insieme ad esposizioni sul Pony Express, l'uso delle ferrovie con la posta, i resti preservati di Owney (la prima mascotte non ufficiale delle poste), e un'esposizione sul direct marketing chiamata "What's in the Mail for You". Come museo dello Smithsonian, l'ingresso è gratuito. Il museo ospita anche una biblioteca.
Nel 2005, il museo acquistò la collezione di francobolli d'infanzia di John Lennon.
Nel settembre 2009, il museo ricevette un dono da 8 milioni di dollari dal fondatore di imprese d'investimento William H. Gross per contribuire a finanziare l'espansione del museo. Il museo ora ospita la William H. Gross Stamp Gallery nominata in suo onore.

## Eventi
Fin dal 2002, il museo presenta ogni due anni lo Smithsonian Philatelic Achievement Award (Premio dello Smithsonian per l'impresa filatelica).

## Galleria d'immagini

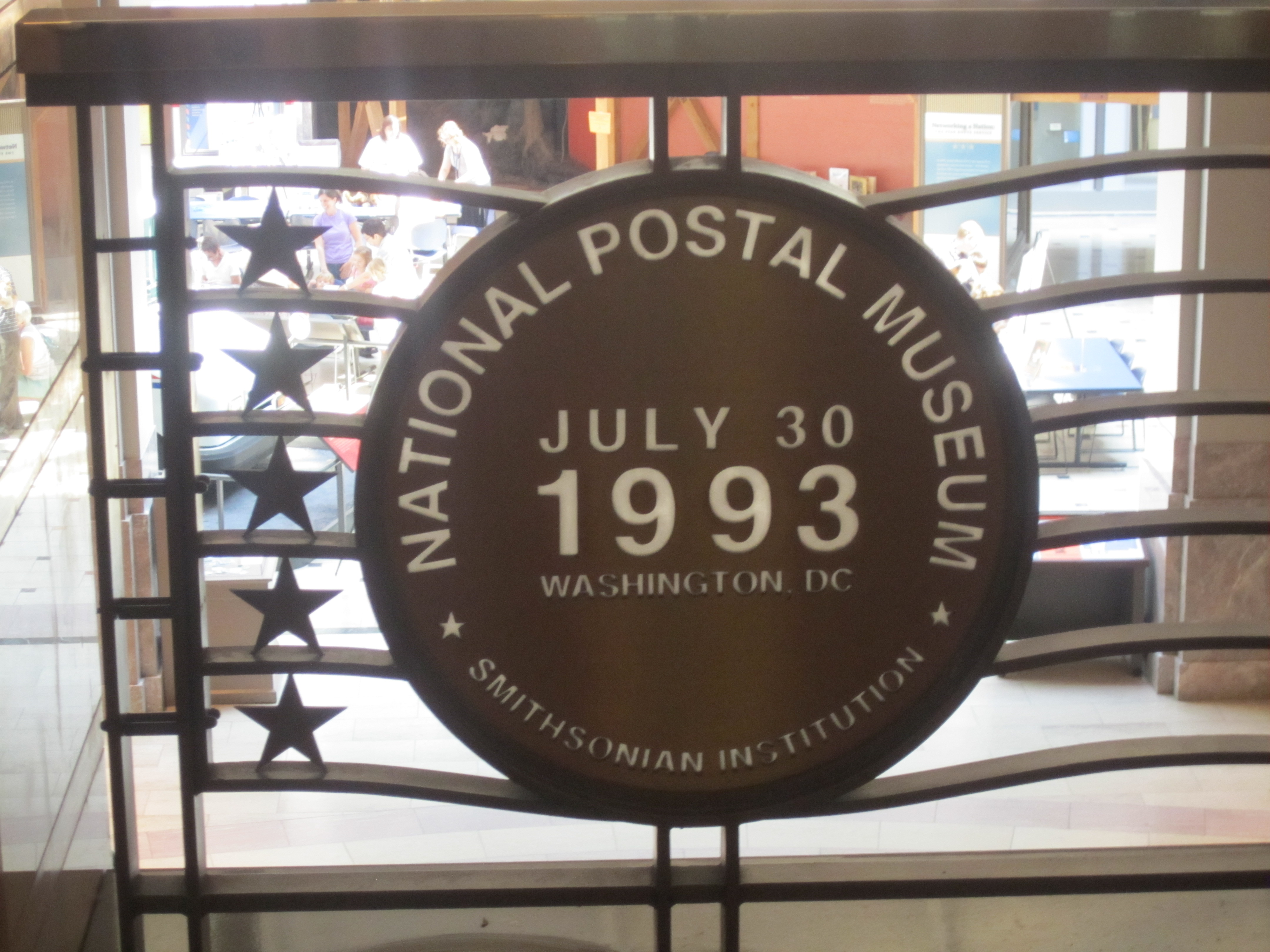
Cartello di apertura con la dedica al Museo postale nazionale
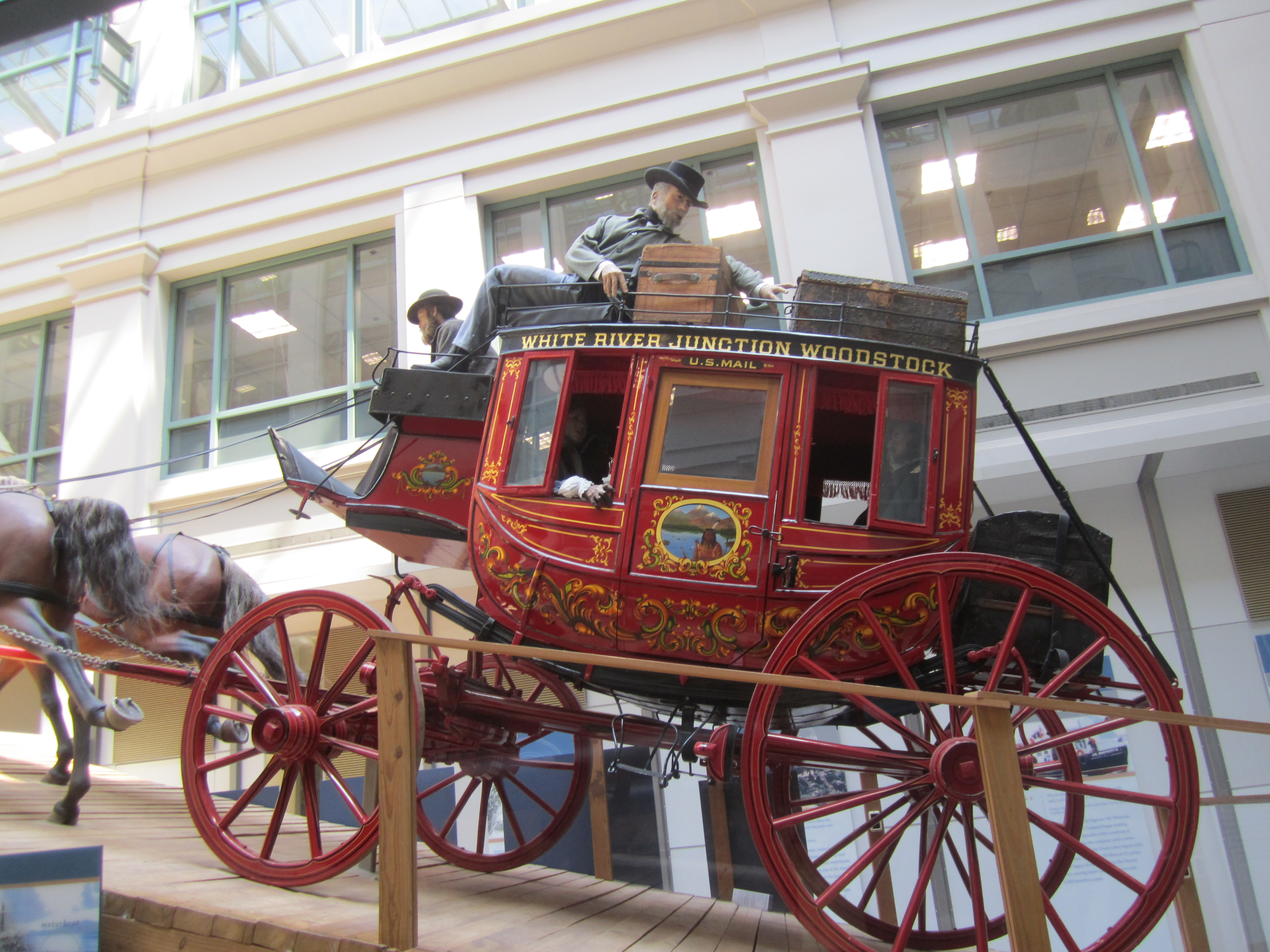
Diligenza per il trasporto della posta nel Museo postale nazionale
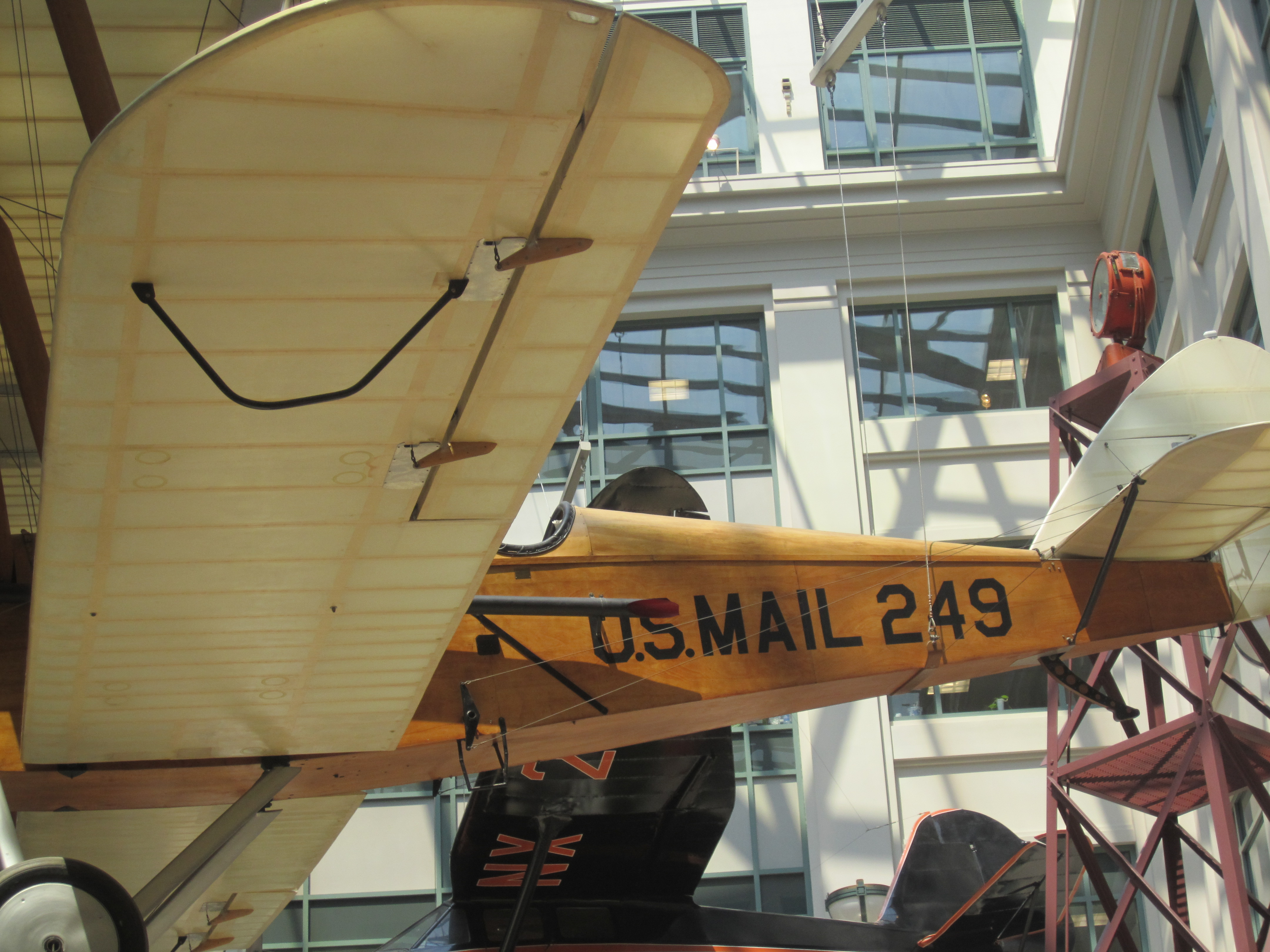
Aereo per la posta aerea ancorato al soffitto nel Museo postale nazionale
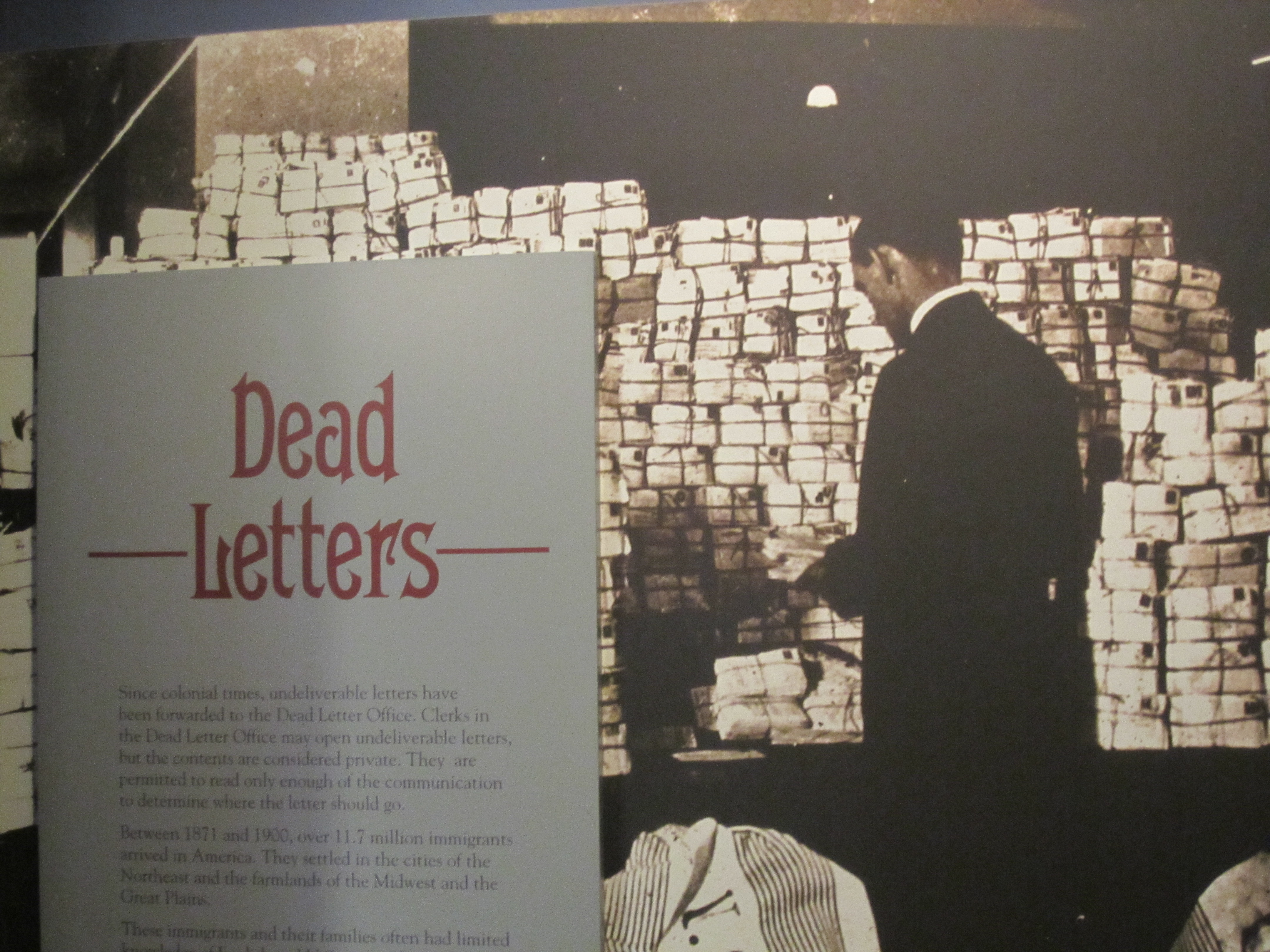
Esposizione di lettere giacenti nel Museo postale nazionale
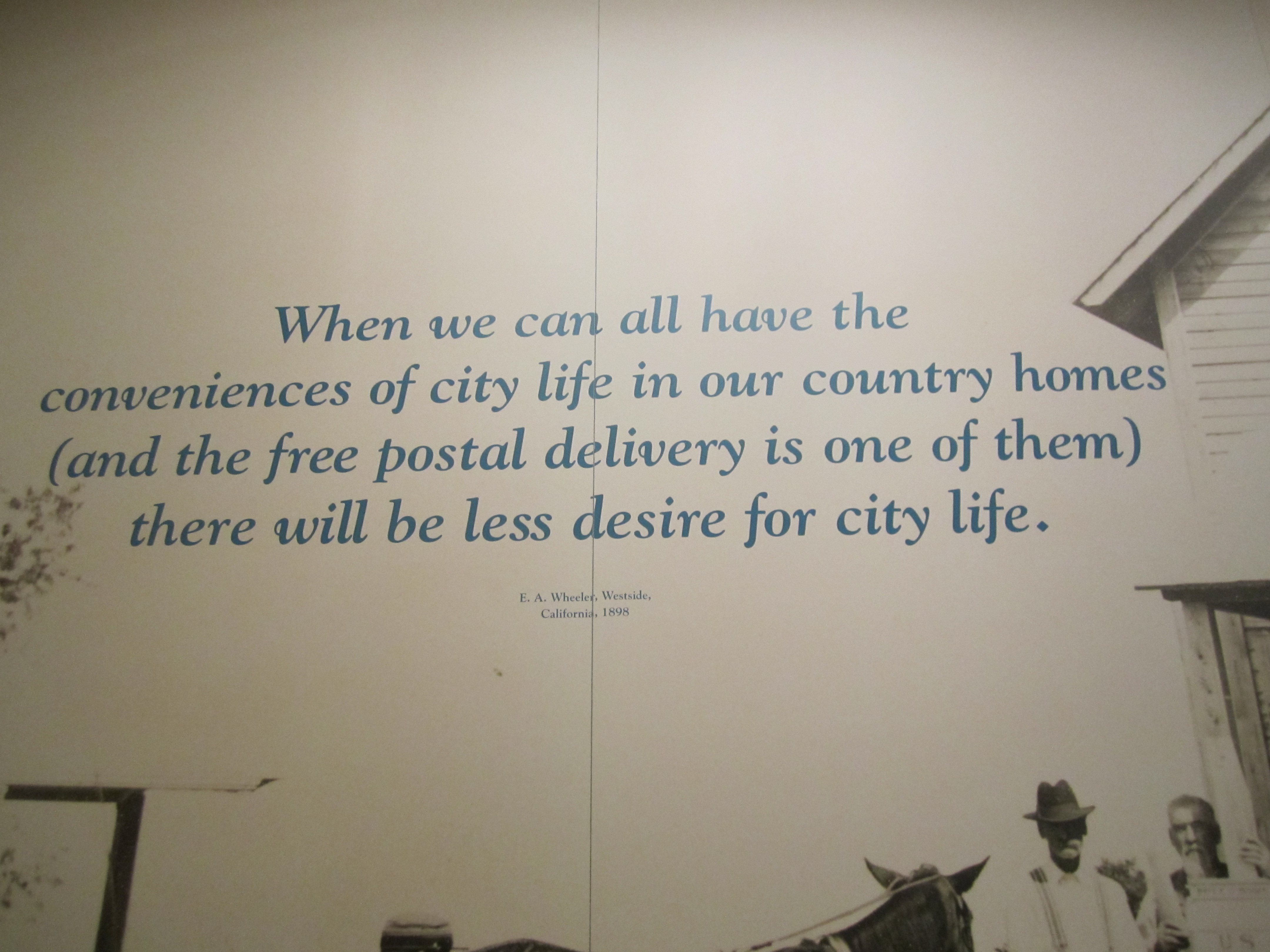
Manifesto del Museo che esalta il valore della consegna postale
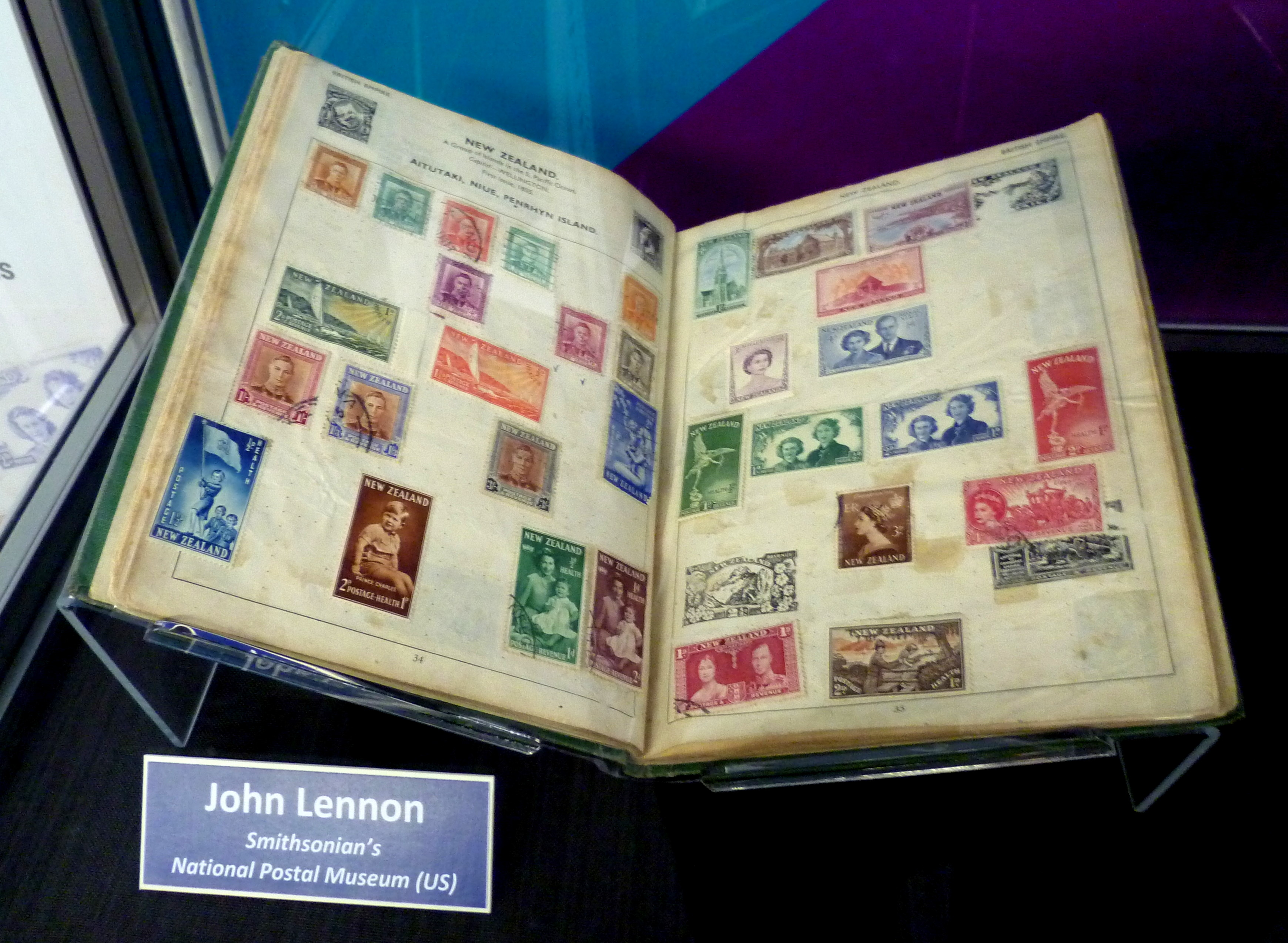
La collezione di francobolli d'infanzia di John Lennon